# Aristeidīs Kōnstantinidīs
Aristeidīs Kōnstantinidīs (in greco Αριστείδης Κωνσταντινίδης?; fl. XIX secolo) è stato un ciclista su strada greco.
Vinse la I Olimpiade dell'era moderna.
Ha gareggiato nel 1896 alla I Olimpiade svolta ad Atene nei 10 chilometri e nei 100 chilometri su strada. Ha vinto la corsa della strada, che era il tragitto andata e ritorno da Atene a Maratona per un totale di 87 km. All'inizio rompe la sua bicicletta, ne ottiene un'altra, ma va a sbattere contro un muro. Alla fine taglierà comunque per primo il traguardo in 3:21:10 ore con una bici prestatagli da uno spettatore.